# Châtelperron
Chastèlperron (en francès i oficialment Châtelperron) és un municipi francès, situat al departament de l'Alier i a la regió d'Alvèrnia-Roine-Alps. L'any 2007 tenia 141 habitants.

## Demografia

### Població
El 2007 la població de fet de Châtelperron era de 141 persones. Hi havia 64 famílies de les quals 28 eren unipersonals (12 homes vivint sols i 16 dones vivint soles), 12 parelles sense fills, 20 parelles amb fills i 4 famílies monoparentals amb fills.
La població ha evolucionat segons el següent gràfic:
Habitants censats

### Habitatges
El 2007 hi havia 100 habitatges, 64 eren l'habitatge principal de la família, 23 eren segones residències i 13 estaven desocupats. 97 eren cases i 2 eren apartaments. Dels 64 habitatges principals, 45 estaven ocupats pels seus propietaris, 15 estaven llogats i ocupats pels llogaters i 4 estaven cedits a títol gratuït; 2 tenien dues cambres, 15 en tenien tres, 13 en tenien quatre i 34 en tenien cinc o més. 22 habitatges disposaven pel capbaix d'una plaça de pàrquing. A 29 habitatges hi havia un automòbil i a 30 n'hi havia dos o més.

### Piràmide de població
La piràmide de població per edats i sexe el 2009 era:
| Homes | Edats   | Dones |
| ----- | ------- | ----- |
| 0     | 95 o +  | 0     |
| 0     | 90 a 94 | 0     |
| 0     | 85 a 89 | 0     |
| 0     | 80 a 84 | 0     |
| 8     | 75 a 79 | 4     |
| 4     | 70 a 74 | 8     |
| 4     | 65 a 69 | 8     |
| 8     | 60 a 64 | 0     |
| 0     | 55 a 59 | 0     |
| 8     | 50 a 54 | 8     |
| 4     | 45 a 49 | 16    |
| 8     | 40 a 44 | 0     |
| 0     | 35 a 39 | 0     |
| 12    | 30 a 34 | 0     |
| 12    | 25 a 29 | 0     |
| 0     | 20 a 24 | 4     |
| 8     | 15 a 19 | 0     |
| 0     | 10 a 14 | 0     |
| 0     | 5 a 9   | 8     |
| 4     | 0 a 4   | 0     |

## Economia
El 2007 la població en edat de treballar era de 82 persones, 64 eren actives i 18 eren inactives. De les 64 persones actives 56 estaven ocupades (31 homes i 25 dones) i 8 estaven aturades (3 homes i 5 dones). De les 18 persones inactives 9 estaven jubilades, 3 estaven estudiant i 6 estaven classificades com a «altres inactius».

### Ingressos
El 2009 a Châtelperron hi havia 61 unitats fiscals que integraven 145 persones, la mediana anual d'ingressos fiscals per persona era de 15.638 €.

### Activitats econòmiques
Dels 4 establiments que hi havia el 2007, 1 era d'una empresa extractiva, 1 d'una empresa de fabricació d'altres productes industrials, 1 d'una empresa d'hostatgeria i restauració i 1 d'una empresa de serveis.
L'únic servei als particulars que hi havia el 2009 era un restaurant.
L'any 2000 a Châtelperron hi havia 18 explotacions agrícoles que ocupaven un total de 1.144 hectàrees.

## Poblacions més properes
El següent diagrama mostra les poblacions més properes.